# Autoreceptor

Kemisk informationsöverföring mellan nervceller (synaps):
A. Presynaptisk nervcell
B. Postsynaptisk nervcell
1. Mitokondrie
2. Vesikel med neurotransmittorer
3. Autoreceptor (mottagare av neurotransmittor)
4. Synapsgap med fria neurotransmittorer
5. Postsynaptiska receptorer
6. Kalciumkanal
7. Exocytos från en vesikel
8. Återupptagning av neurotransmittorer

En autoreceptor är en receptor på en presynaptisk nervcells cellmembran. Autoreceptorn binder bara den signalsubstans som produceras och släpps ut av den nervcell som den sitter på. När autoreceptorn binder till signalsubstansen som finns i synapsklyftan, bromsas frisättningen av signalsubstanser från den presynaptiska nervcellen. Autoreceptorer deltar därigenom i negativ återkoppling av frisättandet av signalsubstanser i synapser.
Exempelvis har noradrenalinproducerande nervceller alfa 2-receptorer på sin yta. När det är mycket noradrenalin kring nervcellen aktiveras alfa 2-receptorena och hindrar nervcellen från att producera mer noradrenalin. Antidepressiva läkemedel som blockerar alfa 2-receptorer hindrar nervcellen från att känna av hur mycket noradrenalin som finns runt den, och får den att producera mer noradrenalin än normalt.